# Európai Filmdíj a legjobb operatőrnek
A legjobb operatőr (angolul: Best European Cinematographer; 2008 és 2012 között Carlo Di Palma európai operatőr díj, 2013-tól legjobb operatőr – Carlo Di Palma-díj) elismerés az 1988-ban alapított Európai Filmdíjak egyike, amelyet az Európai Filmakadémia ítél oda az év európai filmterméséből legjobbnak tartott operatőri munkáért. A díjátadóra felváltva Berlinben, illetve egy-egy európai városban megrendezett gála keretében kerül sor minden év végén.
Az Európai Filmdíjat 1996-ig Felix-díj néven ítélték oda, így a díj nevében is ez szerepelt. 1988-ban az operatőröket a díszlettervezőkkel és a filmzeneszerzőkkel közösen értékelték egy különleges látvány díja (Special Aspect Award) elnevezésű kategóriában, melyet végül is díszlettervezők nyertek. 1993-tól 1996-ig nem került kiosztásra. 2008-ban az elismerés megnevezését a négy évvel korábban elhunyt Carlo Di Palma (Biciklitolvajok, Nagyítás, Hannah és nővérei) olasz operatőr emléke előtt tisztelegve kibővítették: 2008 és 2012 között Carlo Di Palma operatőr díj, 2013-tól pedig legjobb operatőr – Carlo Di Palma-díj néven kerül odaítélésre.
A díjazottak kiválasztása az idő során többször változott. Míg régebben a többi egyéni kategóriához hasonlóan egy 3-7 fős előzetes jelölés után az EFA-tagok szavaztak a díjazottról, 2013 óta a legjobb operatőr – Carlo Di Palma-díjra nem lehet jelölni. Az elismerésben részesítendő alkotóról egy 7 tagú külön zsűri dönt, azon filmek operatőrei közül, melyek szerepelnek az Európai Filmdíjra számításba vett alkotások listáján. A zsűri összetétele a következő:
1. egy filmrendező,
2. egy operatőr,
3. egy látványtervező vagy jelmeztervező,
4. egy zeneszerző vagy hangzástervező,
5. egy filmvágó,
6. egy filmproducer,
7. egy fesztiváligazgató.

A díjra csak olyan jelöltek jöhetnek számításba, akik Európában születtek, illetve európai állampolgárok (európai állam útlevelével rendelkeznek).

## Díjazottak és jelöltek
| „Díjazott” – szürkéskék háttérrel   |
| „Jelölt” – világos szürke háttérrel |

### 1980-as évek
| Év                         | Nyertesek és jelöltek | Magyar címe                             | Eredeti címe |
| -------------------------- | --------------------- | --------------------------------------- | ------------ |
| 1988                       |                       |                                         |              |
| Nem osztottak ki díjat.    |                       |                                         |              |
| Henri Alekan               | Berlin felett az ég   | Der Himmel über Berlin                  |              |
| Mário Barroso              | –––                   | Os canibais                             |              |
| 1989                       |                       |                                         |              |
| Ulf Brantas Jörgen Persson | Nők a tetőn           | Kvinnorna pa taket                      |              |
| Jórgosz Arvanítisz         | Táj a ködben          | Topio sztin omíkhli (Τοπίο στην ομίχλη) |              |
| Kardos Sándor              | Eldorádó              | Eldorádó                                |              |
| Krzysztof Ptak             | 300 mérföld az égig   | 300 mil do nieba                        |              |
| Jefim Reznyikov            | A kis Vera            | Ма́lenkaja Vera (Маленькая Вера)         |              |

### 1990-es évek
| 1990                                 |                                   |                                      |                         |                         |                         |
| Tonino Nardi                         | Nyitott ajtók                     | Porte aperte                         |                         |                         |                         |
| Pierre Lhomme                        | Cyrano De Bergerac                | Cyrano De Bergerac                   |                         |                         |                         |
| Göran Nilsson                        | –––                               | Skyddsängeln                         |                         |                         |                         |
| 1991                                 |                                   |                                      |                         |                         |                         |
| Walter van den Ende                  | Toto, a hős                       | Toto le héros                        |                         |                         |                         |
| Több jelölt nem volt.                |                                   |                                      |                         |                         |                         |
| 1992                                 |                                   |                                      |                         |                         |                         |
| Jean-Yves Escoffier                  | A Pont-Neuf szerelmesei           | Les amants du Pont-Neuf              |                         |                         |                         |
| Több jelölt nem volt.                |                                   |                                      |                         |                         |                         |
| 1993 – 1996                          | Nem osztottak ki díjat.           | Nem osztottak ki díjat.              | Nem osztottak ki díjat. | Nem osztottak ki díjat. | Nem osztottak ki díjat. |
| 1997                                 |                                   |                                      |                         |                         |                         |
| John Seale                           | Az angol beteg                    | The English Patient                  |                         |                         |                         |
| Ron Fortunato                        | Éhkoppon                          | Nil by Mouth                         |                         |                         |                         |
| Máthé Tibor                          | Witman fiúk                       | Witman fiúk                          |                         |                         |                         |
| 1998                                 |                                   |                                      |                         |                         |                         |
| Adrian Biddle                        | A kis véreskezű                   | The Butcher Boy                      |                         |                         |                         |
| Thierry Arbogast                     | Macska-jaj                        | Crna mačka, beli mačor               |                         |                         |                         |
| Dany Elsen                           | A vörös törpe                     | Le nain rouge                        |                         |                         |                         |
| Joseph Vilsmaier                     | Comedian Harmonists               | Comedian Harmonists                  |                         |                         |                         |
| 1999                                 |                                   |                                      |                         |                         |                         |
| Koltai Lajos                         | A napfény íze                     | A napfény íze                        |                         |                         |                         |
| Koltai Lajos                         | Az óceánjáró zongorista legendája | La leggenda del pianista sull'oceano |                         |                         |                         |
| Yves Cape                            | Emberiség                         | L'humanité                           |                         |                         |                         |
| Alekszej Fjodorov Anatolij Rogyionov | –––                               | Moloch (Молох)                       |                         |                         |                         |
| Jacek Petrycki                       | Utazás a Napba                    | Günese Yolculuk                      |                         |                         |                         |

### 2000-es évek
| Év                                    | Nyertesek és jelöltek                 | Magyar címe                              | Eredeti címe |
| ------------------------------------- | ------------------------------------- | ---------------------------------------- | ------------ |
| 2000                                  |                                       |                                          |              |
| Vittorio Storaro                      | Goya Bordeaux-ban                     | Goya en Burdeos                          |              |
| Alekszandr Burov                      | Az esküvő                             | Szvagyba (Cвадьба)                       |              |
| Éric Guichard Jean-Paul Meurisse      | Himalája – Az élet sója               | Himalaya, l’enfance d’un chef            |              |
| Agnès Godard                          | Szép munka                            | Beau travail                             |              |
| Jurij Klimenko                        | –––                                   | Barak (Барак)                            |              |
| Edgar Moura                           | –––                                   | Jaime                                    |              |
| 2001                                  |                                       |                                          |              |
| Bruno Delbonnel                       | Amélie csodálatos élete               | Le fabuleux destin d’Amélie Poulain      |              |
| Babos Tamás                           | Paszport – Útlevél a semmibe          |                                          |              |
| Éric Gautier                          | Intimitás                             | Intimacy                                 |              |
| Frank Griebe                          | A harcos és a hercegnő                | Der Krieger und die Kaiserin             |              |
| Rein Kotov                            | –––                                   | Karu Süda                                |              |
| Fabio Olmi                            | –––                                   | Il mestiere delle armi                   |              |
| 2002                                  |                                       |                                          |              |
| Pawel Edelman                         | A zongorista                          | The Pianist                              |              |
| Javier Aguirresarobe                  | Beszélj hozzá                         | Hable con ella                           |              |
| Tilman Büttner                        | Az orosz bárka                        | Ruszkij kovcseg (Русский ковчег)         |              |
| Frank Griebe                          | A gyilkosok is a mennyországba mennek | Heaven                                   |              |
| Alwin H. Küchler                      | Ellopott siker                        | Morvern Callar                           |              |
| Timo Salminen                         | A múlt nélküli ember                  | Mies vailla menneisyytt                  |              |
| Ivan Strasburg                        | Véres vasárnap                        | Bloody Sunday                            |              |
| 2003                                  |                                       |                                          |              |
| Anthony Dod Mantle                    | Dogville – A menedék                  | Dogville                                 |              |
| Anthony Dod Mantle                    | 28 nappal később                      | 28 Days Later                            |              |
| Tom Fährmann                          | A berni csoda                         | Das Wunder von Bern                      |              |
| Bogumil Godfrejow                     | Fények távolában                      | Lichter                                  |              |
| Chris Menges                          | Gyönyörű mocsokságok                  | Dirty Pretty Things                      |              |
| Italo Petriccione                     | Nem félek                             | Io non ho paura                          |              |
| Marcel Zyskind                        | Ezen a világon                        | In This World                            |              |
| 2004                                  |                                       |                                          |              |
| Eduardo Serra                         | Leány gyöngy fülbevalóval             | Girl with a Pearl Earring                |              |
| Javier Aguirresarobe                  | A belső tenger                        | Mar adentro                              |              |
| José Luis Alcaine                     | Rossz nevelés                         | La mala educación                        |              |
| Koltai Lajos                          | Csodálatos Júlia                      | Csodálatos Júlia                         |              |
| Alwin H. Küchler Marcel Zyskind       | –––                                   | Code 46                                  |              |
| Andreasz Szinanosz                    | A könnyező mező                       | Trilogia: To livadi pou dakryzei         |              |
| 2005                                  |                                       |                                          |              |
| Franz Lustig                          | Kívül tágasabb                        | Don’t Come Knocking                      |              |
| Christian Berger                      | A rejtély                             | Caché                                    |              |
| Bruno Delbonnel                       | Hosszú jegyesség                      | Un long dimanche de fiançailles          |              |
| Anthony Dod Mantle                    | Manderlay                             | Manderlay                                |              |
| Ryszard Lenczewski                    | Szerelmem nyara                       | My Summer of Love                        |              |
| Pados Gyula                           | Sorstalanság                          | Sorstalanság                             |              |
| 2006                                  |                                       |                                          |              |
| Barry Ackroyd                         | Felkavar a szél                       | The Wind That Shakes the Barley          |              |
| José Luis Alcaine                     | Volver                                | Volver                                   |              |
| Roman Osin                            | Büszkeség és balítélet                | Pride and Prejudice                      |              |
| Timo Salminen                         | Külvárosi fények                      | Laitakaupungin valot                     |              |
| 2007                                  |                                       |                                          |              |
| Frank Griebe                          | A parfüm: Egy gyilkos története       | Das Parfüm: Die Geschichte eines Mörders |              |
| Anthony Dod Mantle                    | Az utolsó skót király                 | The Last King of Scotland                |              |
| Mihail Kricsman                       | –––                                   | Izgnanie (Изгнание)                      |              |
| Fabio Zamarion                        | Az ismeretlen                         | La sconosciuta                           |              |
| 2008                                  |                                       |                                          |              |
| Marco Onorato                         | Gomorra                               | Gomorra                                  |              |
| Luca Bigazzi                          | Il divo – A megfoghatatlan            | Il divo                                  |              |
| Oscar Faura                           | Árvaház                               | El orfanato                              |              |
| Szergej Trofimov Rogier Stoffers      | Mongol                                | Mongol                                   |              |
| 2009                                  |                                       |                                          |              |
| Anthony Dod Mantle                    | Antikrisztus                          | Antichrist                               |              |
| Anthony Dod Mantle                    | Gettómilliomos                        | Slumdog Millionaire                      |              |
| Christian Berger                      | A fehér szalag                        | Das weiße Band                           |              |
| Makszim Drozdov Aliser Hamidhodzsajev | Papírkatonák                          | Bumazsnij szoldat (Бумажный солдат)      |              |
| Stéphane Fontaine                     | A próféta                             | Un prophète                              |              |

### 2010-es évek
| Év                            | Nyertesek és jelöltek                  | Magyar címe                                         | Eredeti címe                                        | Ország   | Megjegyzés |
| ----------------------------- | -------------------------------------- | --------------------------------------------------- | --------------------------------------------------- | -------- | ---------- |
| 2010                          |                                        |                                                     |                                                     |          |            |
| Giora Bejach                  | Libanon                                | Lebanon (לבנון)                                     | Izrael · Németország · Franciaország                | [ * 1 ]  |            |
| Caroline Champetier           | Emberek és istenek                     | Des hommes et des dieux                             | Franciaország                                       |          |            |
| Pavel Kosztomarov             | Így ért véget a nyaram                 | Kak ja provjol etum letom (Как я провёл этим летом) | Oroszország                                         |          |            |
| Barış Özbiçer                 | Méz                                    | Bal                                                 | Törökország · Németország                           |          |            |
| 2011                          |                                        |                                                     |                                                     |          |            |
| Manuel Alberto Claro          | Melankólia                             | Melancholia                                         | Dánia · Svédország · Franciaország · Németország    | [ * 2 ]  |            |
| Fred Kelemen                  | A torinói ló                           | A torinói ló                                        | Magyarország · Franciaország · Svájc · Németország  |          |            |
| Guillaume Schiffman           | The Artist – A némafilmes              | The Artist                                          | Franciaország                                       |          |            |
| Adam Sikora                   | Ölésre ítélve                          | Essential Killing                                   | Lengyelország · Norvégia · Írország · Magyarország  |          |            |
| 2012                          |                                        |                                                     |                                                     |          |            |
| Sean Bobbitt                  | A szégyentelen                         | Shame                                               | Egyesült Királyság                                  | [ * 3 ]  |            |
| Bruno Delbonnel               | Faust                                  | Faust                                               | Oroszország                                         |          |            |
| Darius Khondji                | Szerelem                               | Amour                                               | Franciaország · Németország · Ausztria              |          |            |
| Gökhan Tiryaki                | Egyszer volt, hol nem volt Anatóliában | Bir Zamanlar Anadolu'da                             | Törökország                                         |          |            |
| Hoyte van Hoytema             | Suszter, szabó, baka, kém              | Tinker Tailor Soldier Spy                           | Franciaország · Egyesült Királyság · Németország    |          |            |
| 2013                          |                                        |                                                     |                                                     |          |            |
| Asaf Sudry                    | Töltsd be az űrt                       | Lemale et ha'halal (למלא את החלל)                   | Izrael                                              | [ * 4 ]  |            |
| 2014                          |                                        |                                                     |                                                     |          |            |
| Łukasz Żal Ryszard Lenczewski | Ida                                    | Ida                                                 | Lengyelország · Dánia                               | [ * 5 ]  |            |
| 2015                          |                                        |                                                     |                                                     |          |            |
| Martin Gschlacht              | Jó éjt, anyu!                          | Ich seh ich seh                                     | Ausztria                                            | [ * 6 ]  |            |
| 2016                          |                                        |                                                     |                                                     |          |            |
| Camilla Hjelm Knudsen         | Homok alatt                            | Under sandet'                                       | Dánia · Németország                                 | [ * 7 ]  |            |
| 2017                          |                                        |                                                     |                                                     |          |            |
| Mihail Kricsman               | Szeretet nélkül                        | Nyeljubov (Нелюбовь)                                | Oroszország · Belgium · Németország · Franciaország | [ * 8 ]  |            |
| 2018                          |                                        |                                                     |                                                     |          |            |
| Martin Otterbeck              | Utoya, július 22.                      | Utøya 22. Juli                                      | Norvégia                                            | [ * 9 ]  |            |
| 2019                          |                                        |                                                     |                                                     |          |            |
| Robbie Ryan                   | A kedvenc                              | The Favourite                                       | Egyesült Királyság · Írország                       | [ * 10 ] |            |

### 2020-as évek
| Év               | Nyertesek és jelöltek | Magyar címe        | Eredeti címe                                                   | Ország   | Megjegyzés |
| ---------------- | --------------------- | ------------------ | -------------------------------------------------------------- | -------- | ---------- |
| 2020             |                       |                    |                                                                |          |            |
| Matteo Cocco     | El akartam rejtőzni   | Volevo nascondermi | Olaszország                                                    | [ * 11 ] |            |
| 2021             |                       |                    |                                                                |          |            |
| Crystel Fournier | Nagy szabadság        | Grosse Freiheit    | Ausztria · Németország                                         | [ * 12 ] |            |
| 2022             |                       |                    |                                                                |          |            |
| Kate McCullough  | A csendes lány        | An Cailín Ciúin    | Írország                                                       | [ * 13 ] |            |
| 2023             |                       |                    |                                                                |          |            |
| Rasmus Videbæk   | A fattyú              | Bastarden          | Dánia · Németország · Svédország                               | [ * 14 ] |            |
| 2024             |                       |                    |                                                                |          |            |
| Benjamin Kračun  | A szer                | The Substance      | Egyesült Királyság · Amerikai Egyesült Államok · Franciaország | [ * 15 ] |            |

## Statisztika
A statisztikák a 2024. évi adatokkal lettek lezárva.

### Két vagy több alkalommal díjazott operatőrök
- 2 alkalommal:  Anthony Dod Mantle (2003, 2009)

### Két vagy több alkalommal jelölt operatőrök
(Vastagítva a díjazott évek.)
- 4 alkalommal:  Anthony Dod Mantle (2003, 2005, 2007, 2009)
- 3 alkalommal:  Bruno Delbonnel (2001, 2005, 2012)
- 3 alkalommal:  Frank Griebe (2001, 2002, 2007)
- 2 alkalommal:  José Luis Alcaine (2004, 2006)
- 2 alkalommal:  Koltai Lajos (1999, 2004)
- 2 alkalommal:  Ryszard Lenczewski (2005, 2014)
- 2 alkalommal:  Javier Aguirresarobe (2002, 2004)
- 2 alkalommal:  Christian Berger (2005, 2009)
- 2 alkalommal:  Mihail Kricsman (2007, 2017)
- 2 alkalommal:  Alwin H. Küchler (2002, 2004)
- 2 alkalommal:  Timo Salminen (2002, 2006)
- 2 alkalommal:   Marcel Zyskind (2003, 2004)